# Johan Prawitz
Johan Prawitz, född den 5 maj 1855 i Dalby socken, Malmöhus län, död den 8 juli 1937, var en svensk dövpedagog. Han var farfar till Elsa och Dag Prawitz.
Prawitz var föreståndare för Gävleborgs läns dövstumskola i Bollnäs 1880–1890, för 6:e distriktets i Gävle 1891–1907, för Manilla och rektor vid Seminariet för bildande af döfstumlärare 1907–1923 samt därjämte 1920–1923 tillförordnad inspektör för dövstumundervisningen. Prawitz var 1903–1918 vice ordförande och 1918–1921 ordforande i Svenska döfstumlärarsällskapet. Han gjorde flera studieresor i utlandet samt skrev bland annat Manilla döfstumskola 1812–1912 (1913), Den dövstumma och hans undervisning i språket (1913) och artiklar i Nordisk familjebok. Prawitz är gravsatt i Gustav Vasa kyrkas kolumbarium i Stockholm.